# اس‌تی‌اس-۹۳
اس‌تی‌اس-۹۳ (انگلیسی: STS-93) یکی از ماموریت‌های برنامه شاتل‌های فضایی بود که در تاریخ ۲۳ ژوئیه ۱۹۹۹ از پایگاه فضایی کندی به فضا پرتاب شد. این مأموریت توسط شاتل کلمبیا انجام گرفت و هدف اصلی آن ارسال تلسکوپ فضایی چاندرا به مدار خود بود.